# Species plantarum

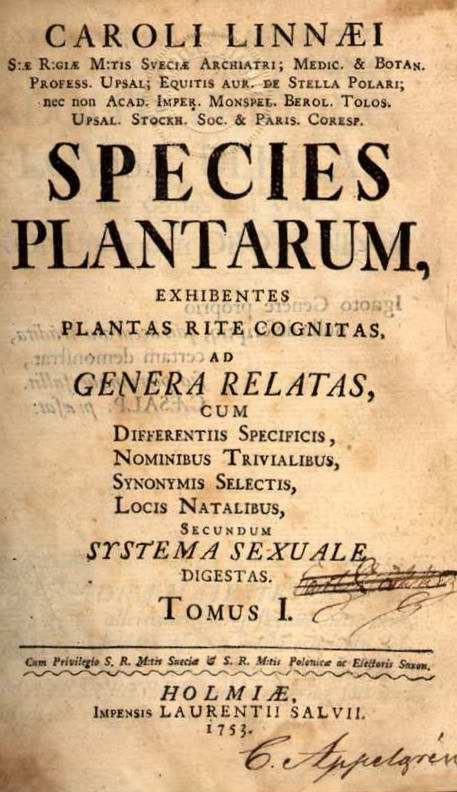
Titelpagina van het eerste deel

Species plantarum (De soorten der planten) is een boek van Linnaeus uit 1753. Het is geaccepteerd als het formele beginpunt van de botanische nomenclatuur. Daarmee is het waarschijnlijk een van twee belangrijkste werken van Linnaeus, samen met de Systema naturae.

## Publicatie
De eerste editie van het werk verscheen in twee delen (met doorlopende paginering) in 1753. Het werk beschrijft alle op dat moment bekende plantensoorten, zo'n zesduizend. Voor de meeste soorten bevat het ook verwijzingen naar eerder gepubliceerde beschrijvingen, met bijbehorende synoniemen.
De volledige titel van het werk is Species plantarum, exhibentes plantas rite cognitas ad genera relatas cum differentiis specificis, nominibus trivialibus, synonymis selectis, locis natalibus, secundum systema sexuale digestas. "De soorten der planten, waarin gepresenteerd worden de terdege bekende planten, ingedeeld naar geslacht, met onderscheidende soortskenmerken, triviale namen, uitgelezen synoniemen en natuurlijke standplaatsen, geordend volgens het sexuele systeem."

### Systeem van classificatie

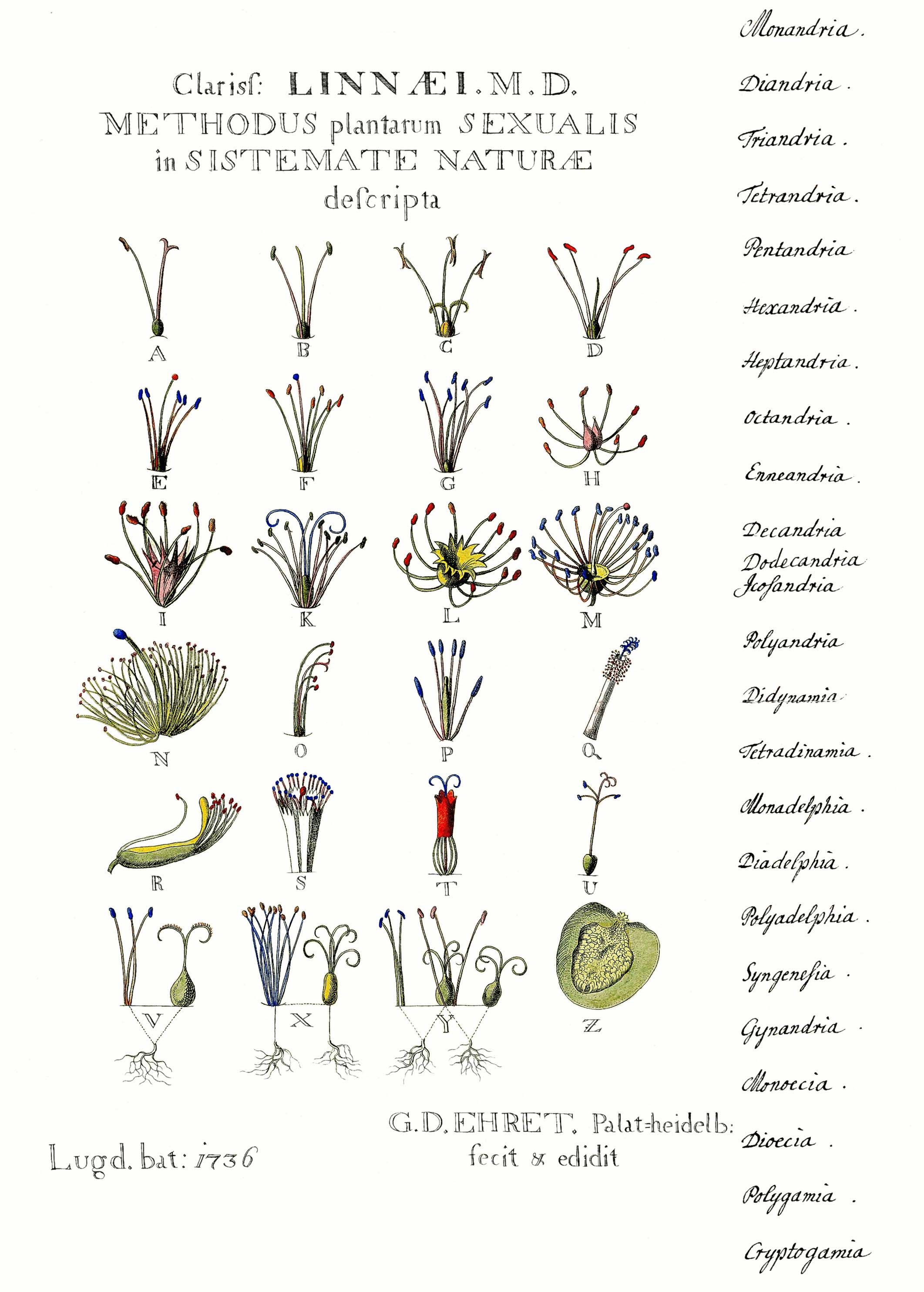
Met de hand ingekleurde ets van Ehret met de indeling van planten naar het aantal meeldraden, volgens Linnaeus

Om de ruim 5900 soorten planten in de Species plantarum snel te kunnen vinden, gebruikte Linnaeus' een kunstmatige rangschikking, gebaseerd op de aantallen meeldraden en stempels in de bloemen. Het aantal meeldraden bepaalt de klasse, het aantal stempels de orde. Deze indeling in klasse en orde heeft dus enkel een praktische betekenis, geen wetenschappelijke.
Linnaeus wist dit uiteraard zelf ook. Linnaeus deelde de hem bekende soorten eerst in naar geslacht, en bepaalde pas daarna per geslacht in welke klasse en orde dit te plaatsen.
In de Fundamenta botanica (1736), de Critica botanica (1737) en de Philosophia botanica (1751) stelt Linnaeus dat het noodzakelijk is om van elke plant eerst te bepalen tot welk geslacht deze behoort, en pas daarna de soort vast te stellen.

## Historisch belang
Species plantarum is het eerste werk dat consequent tweedelige namen gebruikt voor alle in het werk opgenomen soorten.
De minst in het oog lopende maar meest ingrijpende verandering die Linnaeus invoerde, was dat ook planten uit geslachten met maar één soort een tweedelige naam kregen. Tot dan toe hadden zulke soorten altijd een naam gekregen die samenviel met de geslachtsnaam en dus uit maar één woord bestond.

## Nomenclatuur
In de botanie geldt de verschijningsdatum van dit boek als het beginpunt van de wetenschappelijke naamgeving. Bij afspraak worden beide delen van het boek geacht te zijn gepubliceerd op 1 mei 1753. Dit betekent dat namen die zijn gepubliceerd vóór 1 mei 1753 nomenclatorisch geen betekenis hebben.
Het werk bevat de eerste formeel geaccepteerde botanische namen, maar slechts in drie rangen: geslacht (genus), soort (species) en variëteit (varietas). Dit betekent uiteraard niet dat Linnaeus de eerste was die de betreffende taxa wetenschappelijk beschreef; sommige van die planten waren al duizenden jaren bekend en uitentreuren beschreven; hij was enkel de eerste die ze de nu erkende wetenschappelijke naam gaf.
De vijfde editie van Linnaeus' Genera plantarum (1754) geeft de kenmerken van alle genera uit de Species plantarum. De regels bepalen dat de namen van geslachten in Species plantarum gekoppeld worden aan de beschrijvingen in Genera plantarum van 1754, en geacht worden geldig te zijn gepubliceerd in Species plantarum.

## Latere edities
Onder de titel Species plantarum zijn nog diverse edities van het werk verschenen, steeds uitgebreid naarmate er meer nieuwe planten ontdekt werden. Alleen de 2e editie (1762-63) en de in essentie ongewijzigde 3e editie (1764) zijn nog door Linnaeus zelf verzorgd.
In botanische literatuurverwijzingen wordt vaak de standaardafkorting Sp. Pl. gebruikt voor de eerste editie, en Sp. Pl., ed. 2. voor de tweede editie.